# Xyris setigera
Xyris setigera är en gräsväxtart som beskrevs av Daniel Oliver. Xyris setigera ingår i släktet Xyris och familjen Xyridaceae. Inga underarter finns listade i Catalogue of Life.